# Stara Ciortorîia, Liubar
Stara Ciortorîia (în ucraineană Стара Чортория) este localitatea de reședință a comunei Stara Ciortorîia din raionul Liubar, regiunea Jîtomîr, Ucraina.

## Demografie
Componența lingvistică a localității Stara Ciortorîia
     Ucraineană (99,36%)
     Alte limbi (0,5%)
Conform recensământului din 2001, majoritatea populației localității Stara Ciortorîia era vorbitoare de ucraineană (99,36%), existând în minoritate și vorbitori de alte limbi.